# Pinchbeck
Pinchbeck är en ort och civil parish i Storbritannien.   Den ligger i grevskapet Lincolnshire och riksdelen England, i den sydöstra delen av landet, 140 km norr om huvudstaden London. Pinchbeck ligger 6 meter över havet och antalet invånare är 3 918.
Terrängen runt Pinchbeck är mycket platt. Runt Pinchbeck är det ganska tätbefolkat, med 96 invånare per kvadratkilometer. Närmaste större samhälle är Spalding, 3,0 km söder om Pinchbeck. Trakten runt Pinchbeck består till största delen av jordbruksmark.